# Martian Memorandum
Martian Memorandum è un videogioco sviluppato da Access Software nel 1991. È una avventura grafica a tema fantascientifico con protagonista il detective Tex Murphy, già presente in Mean Streets. Come il precedente (e i futuri episodi) fa un uso intensivo di audio e video digitalizzati.

## Trama
Ambientato nel 2039, sei anni dopo la scorsa avventura, Tex è in piena crisi e senza lavoro. Riceve una chiamata da Marshall Alexander, uomo d'affari che possiede diverse attività su Marte: chiede a Tex di ritrovare sua figlia, scappata di casa portandosi dietro "qualcosa". Marshall non specifica di cosa si tratti, ma promette una grande somma di denaro a Tex nel caso riporti indietro entrambi. L'investigatore accetta il caso e parte per Marte.

## Modalità di gioco
L'interfaccia acquista una modalità "punta e clicca", nello stile dei titoli prodotti in quegli anni dalla Sierra Online e dalla LucasArts. Nella parte inferiore dello schermo c'è una serie di icone che, se cliccate, permettono di compiere determinate azioni (apri, raccogli, utilizza...).